# AC Léopards de Dolisie
L'Athlétic Club Léopards de Dolisie és un club congolès de futbol de la ciutat de Dolisie.

## Palmarès
- Lliga de la República del Congo de futbol:[5]
  - 2012, 2013, 2016, 2017, 2024

- Copa de la República del Congo de futbol:[6]
  - 2009, 2011, 2013, 2016, 2017

- Supercopa de la República del Congo de futbol:
  - 2009, 2011

- Copa Confederacions de la CAF:
  - 2012